# Имперское министерство науки, воспитания и народного образования
Имперское министерство науки, воспитания и народного образования (нем. Reichsministerium für Wissenschaft, Erziehung und Volksbildung; неофициальные названия Имперское министерство науки (нем. Reichswissenschaftsministerium) и Имперское министерство воспитания (нем. Reichserziehungsministerium, сокращенно REM)) существовало в Германии в 1934—1945 годах под руководством рейхсминистра Бернгарда Руста.

## История
Ранее народное образование находилось в ведении министерства внутренних дел, которым руководил Вильгельм Фрик. 1 мая 1934 года было объявлено о создании Имперского министерства науки, воспитания и народного образования, которое возглавил министр Пруссии по делам культов Бернгард Руст.
Главной задачей, возложенной на министерство Адольфом Гитлером, являлась коренная перестройка системы образования в духе национал-социализма. Большинство штата министерства составляли бывшие сотрудники прусского министерства по делам культов.
Руст весьма жестко выступал за соблюдение в министерстве принципа фюрерства. Однако образование в нацистской Германии являлось не только его сферой влияния. Здесь также имели вес ведущий нацистский педагог Эрнст Крик, Национал-социалистический союз учителей и различные молодёжные организации (в первую очередь — наращивающий своё влияние гитлерюгенд).
В 1945 году министерство было упразднено союзниками.
Здание министерства, находившееся в Берлине по адресу Унтер-ден-Линден, 4, к концу Второй мировой войны было почти полностью разрушено. В прилегающей к зданию пристройке по адресу Вильгельмштрассе, 68, до 1989 года располагалось Министерство народного образования ГДР.

## Приказы и учебные программы
До 1938 года было издано лишь несколько приказов. Конечной целью указанных в них мер являлось изгнание из системы образования демократического духа Веймарской республики. Были введены новые предметы (например, 17 ноября 1934 года — «Техническое обслуживание полетов», а 15 января 1935 года — «Генетика и расовая теория») и учебники. К 1938 году новая система образования была полностью разработана, однако её внедрение в силу последующей войны затянулось.
С выходом новой учебной программы «Воспитание и преподавание в высшей школе» классические гимназии начали вытесняться средними школами; с этой же целью в 1937 году реальные гимназии и высшие реальные училища были переименованы в средние школы.
30 ноября 1936 года был издан приказ Руста, в котором говорилось:
Выполнение четырехлетнего плана, а также потребность как в новых солдатах, так и в специалистах с высшим образованием требуют сокращения срока обучения в средней школе с 13 до 12 лет, что будет осуществлено после Пасхи 1937 года.
Таким образом, ученики 12-го класса сдавали экзамен на аттестат зрелости уже в марте 1937 года, а для учеников 13-го класса был отменен письменный экзамен.
В школах для девочек досрочный экзамен на аттестат зрелости был введен после Пасхи 1940 года.
После аншлюса Австрии в 1938 году национал-социалисты создали по австрийскому образцу и параллельно немецким народным школам (обучение в которых длилось восемь лет) старшую ступень народной школы для её одаренных учеников. Руст, общаясь с прессой, заявил:
Старшая ступень, существовавшая в бывшей Австрии, будет введена во всем рейхе и объединена с первыми четырьмя классами неполной средней школы.
Тем самым четырёхлетняя «новая» старшая ступень должна была вытеснить шестилетнюю неполную среднюю школу, также именующуюся «школой для горожан» и готовящую ремесленников. В связи с этим 16 мая 1941 года в закон 1938 года об обязательном обучении были внесены дополнения. После раздела II («Обязательное обучение в народной школе») появился раздел III («Обязательное обучение в старшей ступени»), где говорилось:
Обязательное обучение в народных школах длится восемь лет. … Дети школьного возраста, отвечающие соответствующим критериям, зачисляются в старшую ступень.
После четырёх лет обучения в народной школе мальчиков и девочек переводили на раздельное обучение, чтобы воспитать из девочек «немецких матерей» (для этого их прежде всего обучали домоводству), а из мальчиков «немецких воинов» (для этого упор делался на изучение немецкого языка и культуры и наиболее полезных на войне естественных наук). Помимо этого, допускались новые учебники и учебные материалы, а многие другие запрещались.
Последующим приказом 1941 года во всех немецких школах была введена унифицированная система рукописного письма.